# Robert Glatzel
Robert Glatzel, né le 8 janvier 1994 à Munich, est un footballeur allemand qui joue au poste d'avant-centre au Hambourg SV.

## Biographie

### Famille
Robert Glatzel est le fils d'un père originaire d'Érythrée, dont l'idole est Bob Marley, et qui a prénommé son fils Robert-Nesta en l'honneur du musicien.

### Débuts compliqués en Bavière
Lors de la saison 2011-2012, il fait ses débuts avec l'équipe première du SpVgg Unterhaching. À l'issue de la saison, il rejoint le 1860 Munich, sans toutefois disputer de match avec l'équipe première. Il rejoint alors en juillet 2013 le SV Heimstetten, avant de rejoindre le Wacker Burghausen après seulement deux mois. Glatzel découvre alors le championnat de troisième division allemande. En 2014, il fait son retour au 1860 Munich, mais doit à nouveau se contenter de jouer avec l'équipe réserve, l'entraîneur Markus von Ahlen lui préférant Fejsal Mulić à la pointe de l'attaque.

### Nouveau départ à Kaiserslautern
En 2015, il rejoint le FC Kaiserslautern, où il réussit à inscrire 15 buts en 30 matchs avec l'équipe réserve du club lors de sa première saison. En 2016-2017, il intègre l'équipe première en deuxième division. Il dispute son premier match de 2. Bundesliga le 2 octobre 2016 face à l'Arminia Bielefeld, en remplaçant Osayamen Osawe à un quart d'heure du terme. Il inscrit son premier but le 3 février 2017, donnant la victoire à Kaiserslautern contre les Würzburger Kickers seulement deux minutes après son entrée en jeu.

### Révélation à Heidenheim
En 2017, il paraphe un contrat de trois ans en faveur du FC Heidenheim. Lors de sa deuxième saison au club, il inscrit 13 buts en 26 matchs de championnat. Le 3 avril 2019, lors d'un quart de finale de Coupe d'Allemagne sur le terrain du Bayern Munich, il inscrit un triplé, toutefois insuffisant pour éviter une défaite 5 buts à 4.

### Expérience mitigée à Cardiff
Le 31 juillet 2019, il rejoint le Cardiff City FC, relégué en deuxième division. Il fait ses débuts pour les Bluebirds le 10 août face à Luton, avant d'inscrire son premier but le 13 septembre sur la pelouse de Derby County. Lors de sa seconde saison, il perd sa place de titulaire.
Le 1er février 2021, il est prêté jusqu'à la fin de la saison au FSV Mayence. Il dispute son premier match de Bundesliga le 6 février face à l'Union Berlin, en remplaçant Ádám Szalai à dix minutes du terme. Glatzel dispute 13 matchs de championnat sans toutefois devenir titulaire.

### Nouveau départ à Hambourg
Le 23 juin 2021, Glatzel rejoint jusqu'en 2024 le Hambourg SV, qui évolue en deuxième division allemande. Lors de son premier match avec le HSV, le 23 juillet sur le terrain de Schalke 04, il inscrit le but de l'égalisation avant de voir son club s'imposer 3-1. Le 6 février 2022, il inscrit un quadruplé sur le terrain du leader Darmstadt. Après une saison régulière durant laquelle Glatzel inscrit 27 buts en 39 matchs, le club manque de peu la promotion, défait en barrage par le Hertha Berlin. À l'issue de la saison, il prolonge son contrat jusqu'en 2025.